# Roztočík včelí
Roztočík včelí (Acarapis woodi, Rennie, 1921) je endoparazitem, jehož hostitelem je včela medonosná. Roztočík parazituje v prvním páru hrudních vzdušnic včely a tím způsobuje onemocnění zvané akarinóza (též akarapidóza), obecně ale není moc patogenní. Tento parazit je velký maximálně 175 µm (obvykle asi 150 µm) a lze ho pozorovat jen mikroskopem. Poprvé byl popsán na ostrově Wight blízko jižního pobřeží Anglie.

## Morfologie
Tělo roztočíka včelího je vejcovité nebo hruškovité, se čtyřmi páry končetin. První pár je robustní, s jedním zahnutým drápem. Druhý a třetí pár je zakončen párovým drápem. Čtvrtý pár je krátký a široký, stehno a holeň s chodidlem fungují jako jeden segment.

## Životní cyklus
Samice naklade 5 až 7 vajíček do vzdušnice včely, kde sama parazituje. Ve vzdušnicích se z nich vylíhnou larvy, které dosahují dospělosti po 11 až 15 dnech. Dospělé samice napadají další včely, které mohou být staré až dva týdny (ale většinou jsou napadeny během prvních osmi dnů života) – tehdy jsou chloupky chránící vzdušnice včely ještě měkké. Poté vzdušnici včely propíchnou svým ústním ústrojím a živí se její hemolymfou a tím ji oslabují. Vzdušnice včely může naplnit více než sto roztočů – při takovém množství parazitů je včela velmi oslabena a není schopna letu, protože její létací svalstvo je špatně zásobeno kyslíkem. Ale takovýto stav je spíše výjimečný, většinou je včela napadena menším počtem jedinců a je pouze oslabena, její život je zkrácen maximálně o několik dní. 

## Rozšíření
Přítomnost roztočíka včelího byla zjištěna všude tam, kde se vyskytují včely, kromě Austrálie, Nového Zélandu, Skandinávie a Kanady. Parazit má značný vliv na vymírání včelstev hlavně během krutých zim a napadá i včelí matky. Ovšem ty mohou i po napadení žít ještě několik let.